# خاندان ایی
خاندان ایی (به ژاپنی: 井伊氏 Ii-shi) یک خاندان ژاپنی در ولایت توتومی بود. ایین خاندان ابتدا از خاندان ایماگاوا پیروی می‌کرد، و سپس طرفدار خاندان ماتسودایرا در ولایت میکاوا شد.

## رئیس خانواده
1. ایی تومویاسو (1010-1093)
2. ایی تومومونه
3. ایی مونتسونه
4. ایی توموفومی
5. ایی توموای
6. ایی تومونائو
7. ایی کوره‌نائو
8. ایی مورینائو
9. ایی یوشینائو
10. ایی یانونائو
11. ایی یاسونائو
12. ایی یوکینائو (1309-1354)
13. ایی کاگه نائو
14. ایی تادانائو
15. ایی نائوجی
16. ای نائوهیرا
17. ای نائومونه
18. ای نائوموری
19. ای نائوچیکا
20. ای نائوتورا
21. ای نائوماسا
22. ای نائوکاتسو
23. ای نائوتاکا
24. ایی نائوزومی (1625-1676)
25. ایی نائو‌ ئوکی (1656-1717)
26. ایی نائومیچی (1689-1710)
27. ایی نائوتسونه (1693-1710)
28. ایی نائو ئوکی (1656-1717)
29. ایی نائونوبو (1700-1736)
30. ایی نائوسادا (1700-1760)
31. ایی نائویوشی (1727-1754)
32. ایی نائوسادا (1700-1760)
33. ایی نائوهیده (1729-1789)
34. ایی نائوناکا (1766-1831)
35. ایی نائواکی (1794-1850)
36. ای نائوسوکه
37. ایی نائونوری
38. ایی نائوتادا (1881-1947)
39. ایی نائویوشی (1910-1993)
40. ایی نائوهیده
41. ایی تاکه‌او (تولد.1969)